# 1110 Jaroslawa
Jaroslawa (asteroide 1110) é um asteroide da cintura principal, a 1,6812826 UA. Possui uma excentricidade de 0,2419586 e um período orbital de 1 206,46 dias (3,3 anos).
Jaroslawa tem uma velocidade orbital média de 19,99948625 km/s e uma inclinação de 5,85095º.
Esse asteroide foi descoberto em 10 de Agosto de 1928 por Grigory Neujmin.